# مارتي فينتولرا
مارتي فينتولرا فورت (بالإسبانية: Martí Ventolrà) (16 ديسمبر 1906 – 5 يونيو 1977) لاعب كرة قدم إسباني راحل كان يجيد اللعب في خط الوسط .
لعب طوال مسيرته الرياضية في أندية إسبانيول (1928-1930) إشبيلية (1930-1933) برشلونة (1933-1937) ريال إسبانيولا (1939-1940) أتلانتي (1940-1949).
مثل منتخب إسبانيا في 12 مباراة مسجلا 3 أهداف (1930-1936). شارك مع منتخب إسبانيا في بطولة كأس العالم 1934 في إيطاليا حيث خرج من الدور الربع النهائي.

## وصلات خارجية
- مارتي فينتولرا على موقع قاعدة بيانات كرة القدم.إي يو (الإنجليزية)
- مارتي فينتولرا على موقع ناشيونال فوتبول تيمز (الإنجليزية)
- مارتي فينتولرا على موقع عالم كرة القدم.نت (الإنجليزية)

- سيرة ذاتية